# Karl Herold

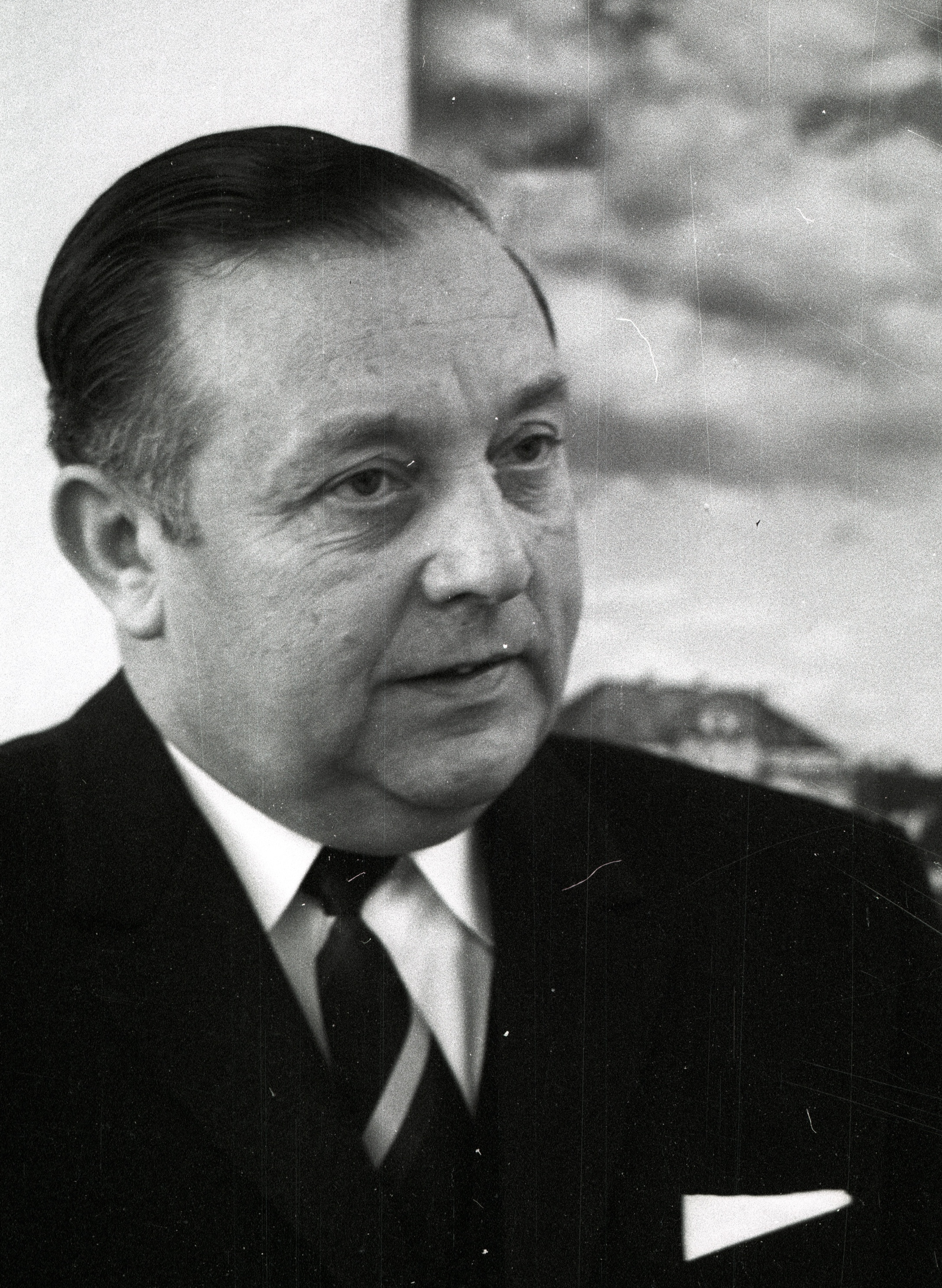
Karl Herold

Karl Herold (* 6. November 1921 in Kulmbach; † 1. September 1977 ebenda) war ein deutscher Politiker (SPD).
Er war von 1969 bis 1976 Parlamentarischer Staatssekretär beim Bundesminister für innerdeutsche Beziehungen.

## Biografie

### Ausbildung und Beruf
Nach dem Besuch der Volksschule absolvierte Herold, der evangelischen Glaubens war, eine Bäckerlehre in Kulmbach, die er 1938 mit der Gesellenprüfung abschloss. Von 1940 bis 1945 nahm er am Zweiten Weltkrieg teil. Er diente in dieser Zeit freiwillig in der Luftwaffen-Division „Hermann Göring“, gegen den Willen seines Vaters, welcher langjähriger SPD-Stadtrat war. 1946 bestand er die Prüfung als Bäckermeister.
In der Kriegsgräberfürsorge war Herold stark engagiert. So nahm er an mehreren Ausgrabungs- und Umbettungsaktionen im Ausland teil.
Karl Herold war als Unternehmer und Politiker am kulturellen Profil des öffentlichen Auftrittes und Erscheinungsbildes interessiert. Nach amerikanischem Vorbild ließ er von dem Graphiker Hans Lewerenz für sein Unternehmen ein einheitliches und durchgängiges Erscheinungsbild mit Schriftzug und Firmenlogo entwerfen (Corporate Design).
In der Arbeiterwohlfahrt war Herold Kreisvorsitzender in Kulmbach und Mitglied des Bezirksvorstandes für Ober- und Mittelfranken, später auch Landesvorstand für Bayern und noch später stellvertretender Bundesvorsitzender. 

### Politik
Herold trat 1949 der SPD bei und wurde 1950 stellvertretender Kreisvorsitzender und bereits ein Jahr später Kreisvorsitzender im Landkreis Kulmbach. Später wurde er stellvertretender Vorsitzender des Unterbezirks Bayreuth und Mitglied im Bezirksvorstand Franken der SPD.
von 1960 bis 1970 gehörte Herold dem Stadtrat von Kulmbach an. Er war von 1953 bis 1976 Mitglied des Deutschen Bundestages. Er zog stets über die Landesliste Bayern in den Bundestag ein.
Herold, der zum rechten Flügel der SPD gehörte, gilt mit Egon Franke als Begründer der Kanalarbeiter in der SPD-Bundestagsfraktion.
Vor der Bundestagswahl 1976 (sie fand am 3. Oktober statt) verzichtete Herold angesichts seiner Gesundheit auf eine neue Kandidatur für den Bundestag und verließ auch das Bundesministerium für innerdeutsche Beziehungen, wo er seit dem Regierungswechsel 1969 Parlamentarischer Staatssekretär war. Ab 1969 regierte eine rot-gelbe Koalition unter Bundeskanzler Willy Brandt und begann eine neue Ostpolitik.

### Öffentliche Ämter
Am 22. Oktober 1969 wurde Herold als Parlamentarischer Staatssekretär beim Bundesminister für innerdeutsche Beziehungen in die von Bundeskanzler Willy Brandt geführte Bundesregierung berufen. Dieses Amt behielt er auch unter dessen Nachfolger Helmut Schmidt. Nach der Bundestagswahl 1976 schied Herold am 15. Dezember 1976 aus dem Bundeskabinett aus.

### Ehrungen
- Herold wurde am 14. Mai 1965 mit dem Bayerischen Verdienstorden ausgezeichnet.
- 1974 erhielt er das Verdienstkreuz 1. Klasse der Bundesrepublik Deutschland.
- 1976 erhielt er das Große Verdienstkreuz der Bundesrepublik Deutschland.
- 1977 erhielt er das Große Verdienstkreuz mit Stern und Schulterband der Bundesrepublik Deutschland.
- Die Marie-Juchacz-Plakette der Arbeiterwohlfahrt wurde ihm 1977 verliehen.
- 1977 wurde er Ehrenbürger von Kulmbach.
- Die Karl-Herold-Straße in Forchheim und Zwiesel sowie eine Seniorenwohnanlage der Arbeiterwohlfahrt in seiner Heimatstadt erhielten seinen Namen.